# Adrien Henri Vital van Emelen
Adrien Henri Vital van Emelen (Lovaina, 10 de outubro de 1868 — São Paulo, 27 de julho de 1943) foi um escultor, pintor e professor belga que se radicou no Brasil em 1920. Viveu em São Paulo e realizou diversas obras encontradas ainda hoje no Mosteiro São Bento e no Museu Paulista, por exemplo.
Nascido na pequena cidade de Lovaina, ou Lovânia - localizada a 30 quilômetros da capital da Bélgica, Bruxelas, Adrien era filho de Leon Van Emelen, escultor belga e de Catherine Sophie van Emelen (nascida como Catherine Sophie Casteleyn). Assim como seu pai, ele frequentou a Escola de Belas Artes de sua cidade natal. 
Durante a sua formação artística, foi discípulo do escultor e pintor belga Constantin Meunier (1831 - 1905) e, assim com o mestre, acabou dedicando sua carreira não apenas às esculturas, mas também às pinturas. Em 1892, sob recomendação de seu mestre Meunier, começou a estudar com Auguste Rodin (1840 - 1914) em Paris, período este que não há muitos registros.
De volta à Bélgica, Van Emelen participou em 1884,1894 e 1897 das competições preliminares do Prêmio de Roma para a escultura. Ele exibiu suas esculturas no “Salon triennal de Bruxelles” em 1893 e 1903 e na “Exposição Universal des Beaux-Arts” em Antuérpia no ano 1894. A partir de 1896, Adrien passou a exercer a profissão de professor de desenho.
Em geral, na Bélgica, ele projetou figuras de terracota e bronze. A Galeria Engelen - Marx em Lovaina e a Galeria Filip Kesteloot ainda possuem uma coleção de mineiros, vendedores e trabalhadores de campo que medem entre 35 e 50cm feitas pelo artista. Alguns parentes de Adrien, na Bélgica, também têm entre seus pertences algumas figuras religiosas realizadas por van Emelen.
Com a invasão de sua cidade natal pelo exército alemão em agosto de 1914, sua casa acabou sendo destruída por um grande incêndio, obrigando o artista a exilar-se inicialmente no País de Gales durante o período da Primeira Guerra Mundial. Com o fim do conflito, van Emelen voltou à Bélgica, mas acabou se mudando para o Brasil em 23 de agosto de 1920. Sua mulher e filhos chegaram ao país no final do mesmo ano.
Durante o período que esteve no Brasil, ele esculpiu algumas obras para o Mosteiro de São Bento, para a Bolsa de Santos, entre outros, além de diversas pinturas que hoje encontram-se espalhadas por diversos acervos, como o da Pinacoteca do Estado de São Paulo e no Museu Paulista, pertencente à Universidade de São Paulo e popularmente conhecido como Museu do Ipiranga.

## Biografia
Adrien Henri van Emelen era filho de Léon van Emelen (Bekkevoort, 1829 - Lovaina, 1900). Foi um conhecido escultor de estátuas que representavam santos e outros temas religiosos, como as encontradas na Igreja Sint-Jan-de-Doperkerk em Tongeren, Bélgica, bem como de personalidades públicas, como as três estátuas colocadas nos nichos da Prefeitura de Lovaina. Ele foi um dos discípulos de Constantin Meunier em  sua cidade natal, tendo projetado diversas figuras em terracota e medalhões de retratos em bronze. Durante sua juventude também teria sido recomendado, em 1892, para estudar junto ao colega de Meunier, Auguste Rodin, em Paris, na França, porém, não existem muitos registros que relatem mais informações desta época na vida do artista. De qualquer forma, a sua obra possui grande semelhança com a de Constantin Meunier, principalmente quanto ao tema e por privilegiar o realismo dos assuntos sociais e tipos urbanos. Ainda, segundo registros, ainda na juventude, Van Emelen chegou também a realizar quatro esculturas para a decoração da fachada do Hôtel de Ville de Lovaina.
Van Emelen possuía outros sete irmãos, sendo o mais velho, Jacobus Marie Joseph (ou Jacques), um monge beneditino que se transferiu para o Brasil na última década do século XIX e adotou como nome Dom Amaro van Emelen (1863-1943), tendo sido ele, inclusive, reitor do Colégio São Bento, em São Paulo, durante o período de 1905 e 1906, e também, 1909 e 1910. D. Amaro foi, então, enviado pelo abade, Dom Miguel Kruse, para a Bélgica, em 1907, com a missão de buscar junto à Universidade Católica de Lovaina um professor para a criação da Faculdade de Filosofia e Letras de São Bento. Antes, em São Paulo, D. Amaro já estava a par das reformas planejadas pelo abade para a reconstrução do edifício do mosteiro de São Bento e teria comentado sobre o assunto para seu irmão, Adrien, durante sua visita à Bélgica. Iniciada a partir de 1910, segundo projeto do arquiteto alemão Richard Berndl, as obras do mosteiro começaram a partir de 1912 a ter pinturas decorativas no interior da Basílica, obra do beneditino holandês Adalbert Gressnicht.
Há informações de que Adrien Henri van Emelen chegou inicialmente a São Paulo, no Brasil, para uma visita junto a seu outro irmão, o pastor Léon Charles Victor Van Emelen. A mudança definitiva do artista para a capital paulista, que teria acontecido em 23 de agosto de 1920, não tem seus motivos totalmente claros, porém, existem relatos de que ele teria sido convidado por Dom Miguel Kruse, abade do Mosteiro de São Bento e pelo historiador Afonso d'Escragnolle Taunay, nesse tempo o então diretor do Museu Paulista, atualmente incorporado à Universidade de São Paulo e popularmente conhecido como Museu do Ipiranga. O convite teria acontecido pelo desejo de ambos em criar grandes obras de arte, feitas por artistas talentosos, para adornarem as instituições que pertenciam.[carece de fontes?]
Enquanto esteve em São Paulo, van Emelen realizou diversas obras como as 12 estátuas dos apóstolos para a capela principal do Mosteiro de São Bento, as figuras que adornam a entrada do atual Museu do Café, em Santos, a figura do bandeirante Manuel Preto para o Museu Paulista, entre outras diversas esculturas e pinturas. Enquanto esteve realizando as obras para o Mosteiro, utilizou um ateliê no Palácio das Indústrias na cidade de São Paulo, o que demonstra que Van Emelen se inseriu rapidamente no meio artístico local. O Liceu era o principal estabelecimento do gênero na cidade, onde tiveram origem monumentos públicos de grande importância para São Paulo. Adrien também manteve um espaço de trabalho no Centro das Artes do Palácio das Indústrias, disponibilizado pelo engenheiro e arquiteto renomado, Ramos de Azevedo.
Adrien Henri van Emelen era casado com Maria Valentina Van Emelen (nascida como Maria Valentina Stockmans em Hoegaarden, Bélgica, 12 de Maio de 1869 - São Paulo, 16 de Abril de 1957) e tido sete filhos: Marie Henriete Celane, casada com Raul Sartorio; Marie Gislaine Alphonse Catherine casada com Bogaert; Jean François Elie, casado com Olydia Lobato; Maria Nelly Suzanna Leonia, casada com José Maurício Putzeys; Georges Corneille Léon Joseph; Pierre van Emelen, casado com Maria Otilia Giudice e Marie Louse Margherite Helène casada com Nicolau Giudice. Faleceu em São Paulo, em 1943, aos 74 anos.[carece de fontes?]

## Carreira como escultor
Como escultor, Adrien van Emelen é autor de obras importantes e de acesso público em São Paulo. Ele chegou a São Paulo em 1920 - período de grande importância econômica e no momento em que a cidade estava prestes a comemorar o centenário da independência do Brasil.

### Principais trabalhos

#### Escultura

##### Mosteiro de São Bento(Basílica de Nossa Senhora da Assunção)
No Mosteiro de São Bento (também conhecido como Basílica Nossa Senhora de Assunção), Adrien van Emelen esteve envolvido na realização de algumas obras durante a construção a pedido de Dom Miguel Kruse que era o então diretor do local. Entre os seus trabalhos para a catedral, está o esculpimento de 12 esculturas representativas dos apóstolos de Jesus. Cada uma das esculturas possui aproximadamente três metros de altura e estão localizadas em frente à nave central da igreja beneditina. Segundo consta, as peças foram moldadas em gesso nas oficinas do Liceu de Artes e Ofícios de São Paulo em 1921 e entregues em 1922 após serem policromadas pelo próprio artista.
Além das figuras dos apóstolos, Adrien também foi autor da estátua de Santa Gertrudis localizada na nave esquerda do local, representando a santa brabantina, da família dos pipinidas, que foi monja, fundadora e primeira abadessa de Nivelles (Bélgica), padroeira da cidade de Nivelles. Outra santa que teve sua figura esculpida nas mãos de van Emelen foi Sant'Ana, ou Anna, conhecida por ter sido mãe de Maria e avó de Jesus Cristo. Na escultura de van Emelen, Sant'Ana tem um vestido bem simples em core azul clara e a Maria não parece uma menina mais um adulto em tamanho reduzido como era o costume na arte gótica.

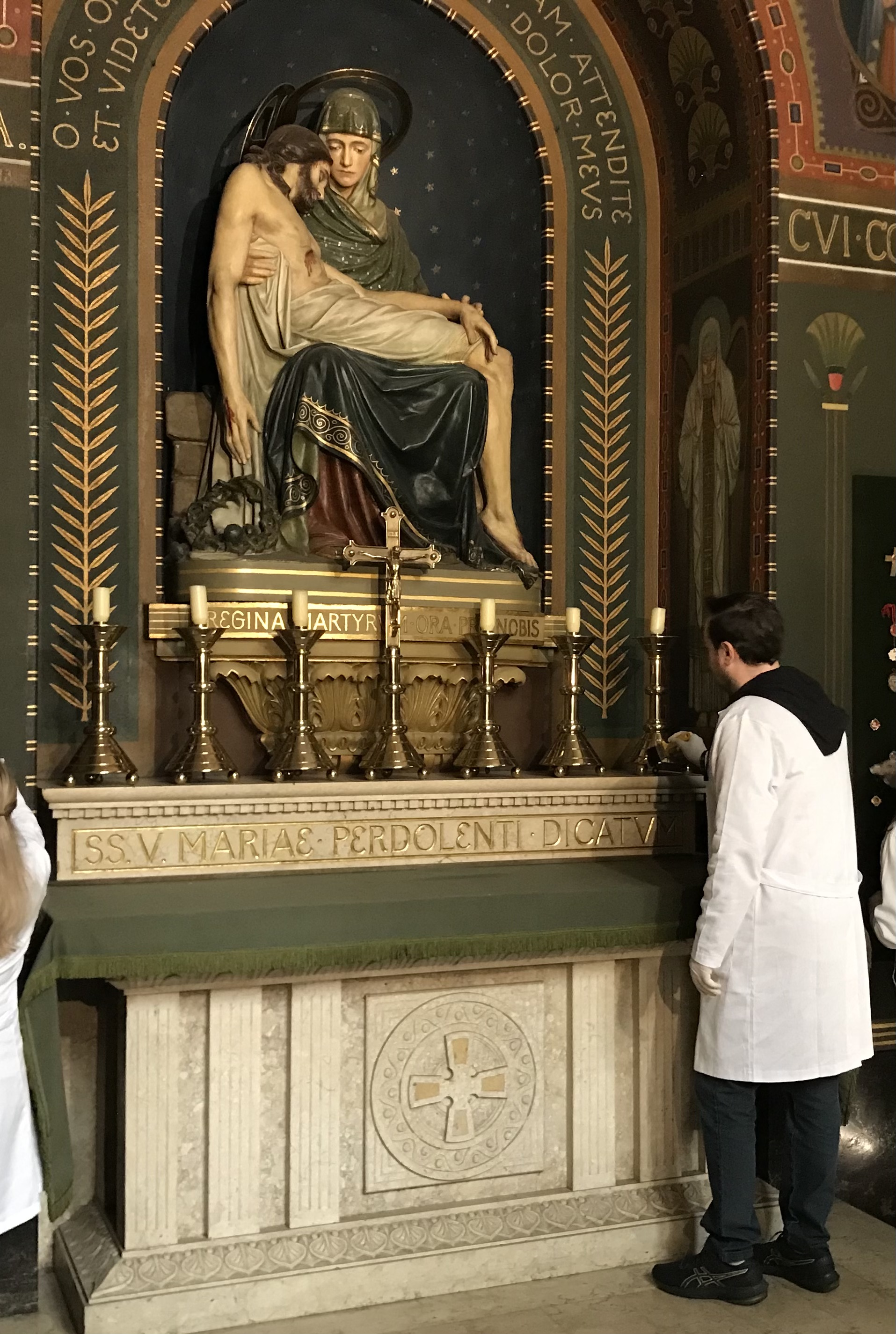
Nossa Senhora da Piedade, de VAN EMELEM

Por último, o artista também é autor da obra Pietà, colocada a capela lateral na direita do Mosteiro.A imagem é feita em estuque - uma massa pesada - e pesa cerca de 150 kg. Curioso é que a imagem, por dentro, é oca, e teve uma estrutura montada de forma a aglomerar massa e na parte final, ser aplicado um gesso mais fino. A figura central da escultura é a Virgem Maria, que domina o espaço. O Cristo é muito bem esculpido e ambas as imagens demonstram uma profunda análise dos grupos musculares dos braços e pernas do ser humano para uma melhor representação na arte. Desde que a imagem foi feita por van Emelen, foram feitas duas intervenções no rosto de Jesus Cristo - entre elas a devolução da cor original de toda a carnação do cristo, que apresenta um aspecto pais pálido . Muito bem conservadas e com ações de prevenção, o Mosteiro de São Bento tem se tornado referencia na preservação da arte. Apesar da linha de pensamento da época ser considerada gótica, alguns estudiosos consideram que a obra seja mais semelhante ao barroco.

##### Bolsa do Café (Museu do Café)
A Bolsa de Café ou o Palácio da Bolsa Oficial do Café foi primeiramente instalada em um salão alugado no centro de Santos, cidade litorânea do Estado de São Paulo. Ela acabou sendo transferida em 1922 para um palácio construído especialmente para suas atividades, o qual funcionou até o fim da década de 1970, quando foi abandonado. Após ter sido restaurado em 1998, o prédio do palácio foi reinaugurado como o Museu do Café.
Importante salientar que a antiga Bolsa do Café foi construída para centralizar e controlar as operações do mercado cafeeiro na cidade de Santos, então o principal porto exportador do “ouro verde”. O edifício foi projetado pela Companhia Construtora de Santos sob a direção do engenheiro Roberto Simonsen - o qual teria sido o responsável por realizar o convite a Adrien Henry van Emelen para elaborar as figuras alegóricas representativas da Indústria, Comércio, Lavoura e Navegação, as quais ornam a torre do edifício do Museu.
Voltadas para os quatro pontos cardeais, as quatro esculturas se encontram a 40 metros de altura, na torre do relógio do antigo prédio da Bolsa do Café, e foram esculpidas em massa fina cinza claro, medindo aproximadamente quatro metros e meio cada uma.[carece de fontes?]
A ideia de representar os trabalhadores (vindo da indústria, do comércio, da lavoura e da navegação) provavelmente foi influenciada pelas aulas que Adrien van Emelen teve do seu antigo mestre professor Constantin Meunier, quando ainda estava na Bélgica, já que o próprio Meunier foi um dos primeiros escultores belgas a representar os trabalhadores em suas obras. O mestre belga foi o criador de uma nova iconografia onde o trabalhador não é mais o prisioneiro do trabalho exercido, mas gerado por esse trabalho. Os críticos escrevem que a a pintura de Meunier foi baseada no realismo social, enquanto as esculturas abriam caminham para uma idealização ampliada do trabalhador. Pareceria que a expressão visual procurada poderia ser melhor alcançada por meio do volume do que por meio das dimensões utilizadas na pintura. E seguindo os passos de seu mestre, Adrien van Emelen registrou consistente e meticulosamente os instrumentos dos ofícios em suas obras.[carece de fontes?]
Para a realização das obras na Bolsa do Café, Adrien teria ganho o total de vinte contos de réis, segundo carta datada de 5 de maio de 1922 em que o Dr. Roberto Simonsen, diretor da Companhia Construtora de Santos, escreveu para Herculano de Freitas, Secretário de Fazenda e de Tesouro de Estado de São Paulo, comentando a contratação do artista para o esculpimento das figuras. No relatório de andamento dos serviços, datado de 5 de agosto de 1922, Simonsen mencionou que as quatro figuras já estavam prontas e incluiu as fotos em preto e branco. Porém, as estátuas só seriam colocadas na torre em 1923.

##### Pindamonhangaba
Na cidade de Pindamonhangaba, localizada no interior do estado de São Paulo, no Jardim da estação da Central do Brasil - também conhecida como Praça Barão Homem de Mello  - existe mais uma obra realizada por Adrien van Emelen. Trata-se do busto do Dr. Francisco Inácio Marcondes Homem de Mello, a qual foi erguida para celebrar o centenário do nascimento de Barão Homem de Melo, em 1937. Ainda não é sabido como o artista foi escolhido para realizar o projeto, porém, especula-se tratar de mais um pedido de Affonso d'Escragnolle Taunay, diretor do Museu Paulista da USP. Isso se suspeita, pois, Taunay escreveu em 07 de janeiro de 1918 uma carta de condolências para a Baronesa Homem de Mello e sabe-se que van Emelen esteve em Pindamonganhaba. Sua filha, Marie-Louise, casou-se em 31 de dezembro de 1929 com o advogado Dr. Nicolau Giudice, filho da viúva de José Giudice, com endereço em Pindamonhangaba.
Francisco Inácio Marcondes Homem de Melo, primeiro e único barão de Homem de Mello, foi um político, escritor, professor, cartógrafo e nobre brasileiro. Durante sua vida, envolveu-se em projetos de interpretação histórica e da geografia do Brasil, com análises que vão da época da Colônia, do Império até os anos inicias da República.[carece de fontes?]
Ele ainda foi diretor do Banco do Brasil em dois períodos, e Inspetor da Instrução do Rio de Janeiro, cargo cumulado ao de presidente da Cia. Estrada de Ferro Rio-S. Paulo (Estrada de Ferro D. Pedro II). Foi durante a sua função como presidente que recebeu o título de Barão - quando da inauguração da linha entre São Paulo e Cachoeira Paulista. Ele faleceu em 1917.[carece de fontes?]

##### Museu Paulista

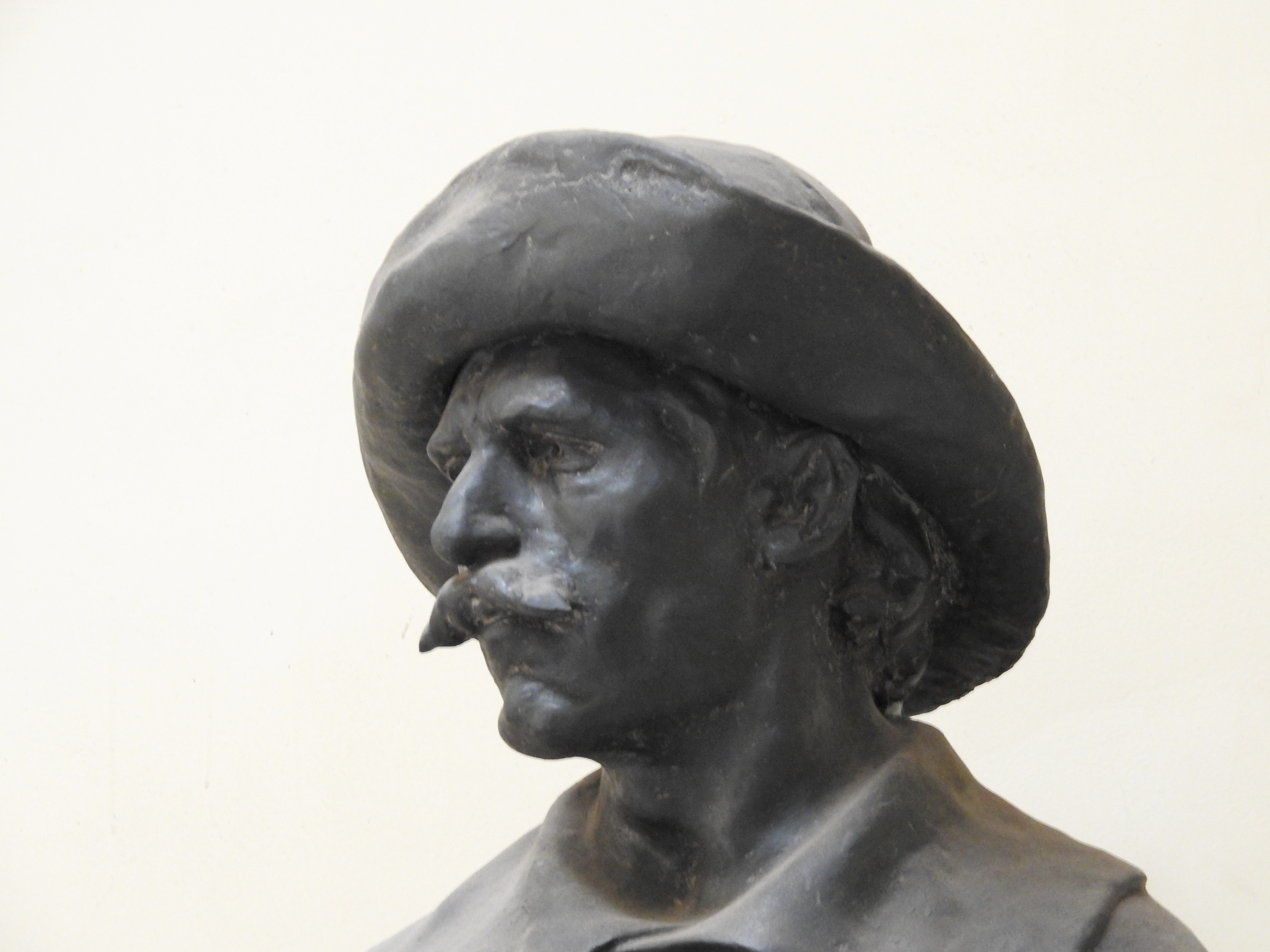
Bandeirante Francisco Brito Peixoto.

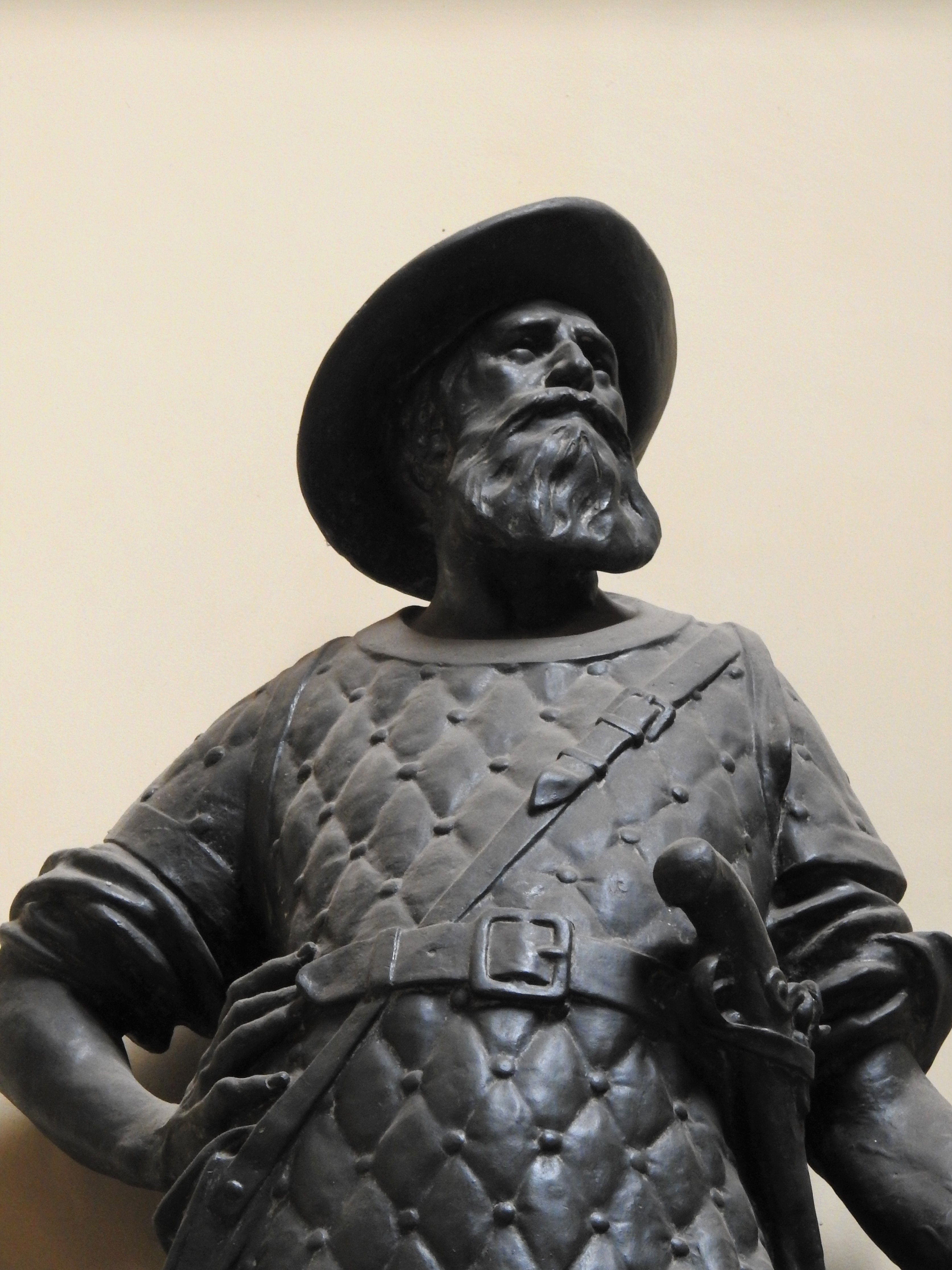
Bandeirante Manuel Preto.

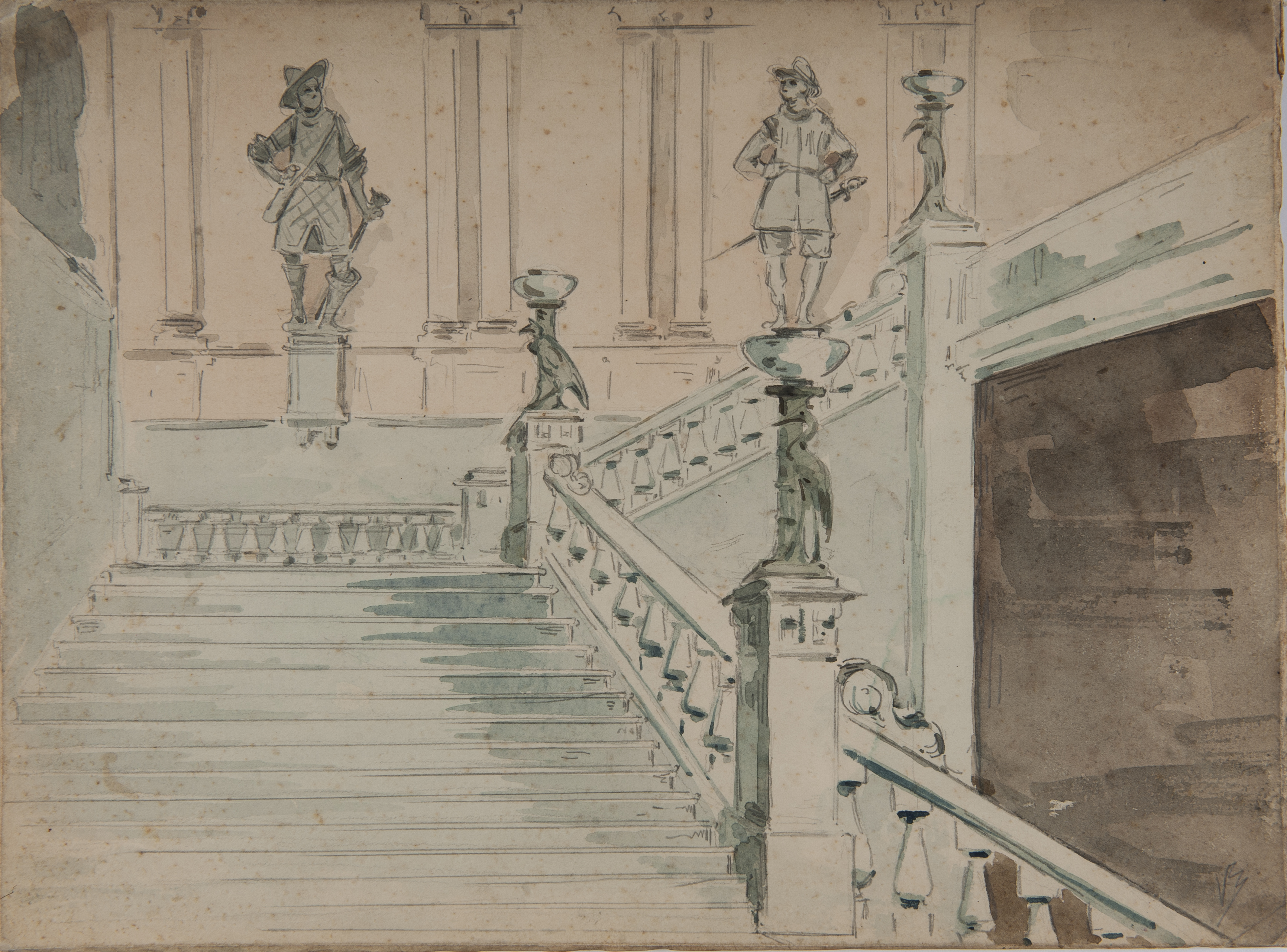
Escada Interior do Museu do Ipiranga (projeto)

No ano de 1919, o então diretor do Museu Paulista, Afonso d’Escragnolle Taunay, iniciou ao seu projeto de ornamentação do local. Sua intenção era reunir no edifício esculturas e pinturas que sintetizassem o papel pioneiro de São Paulo na conquista do território brasileiro, dando um maior destaque ao movimento bandeirante e o seu papel no processo de independência do país. A convite de Taunay, Adrien realizou algumas esculturas para o projeto: a confecção das imagens esculpidas dos bandeirantes Manuel Preto e Francisco de Brito Peixoto, respectivamente conquistadores dos Estados do Paraná e Rio Grande do Sul. As imagens, de grandes dimensões, ressaltam a imagem do bandeirante, com seus chapéus de abas largas e botas altas. Além deste trabalho, Vital van Emelen foi responsável ainda pela concepção do suporte das ânforas de vidro que guardam as águas dos rios brasileiros, parte da ornamentação da grande escadaria central do edifício. Fundidos em bronze entre 1928 e 1930, os suportes são decorados com exemplos da flora brasileira compostos com as figuras de cinco pássaros representando a fauna das bacias amazônica e platina. Com a imagem dos rios brasileiros, simbolicamente representados por essas ânforas d’água, Taunay procurou representar o “conjunto do território nacional”, conquistado através da navegação de uma imensa rede hidrográfica.
Entre as obras de maior destaque está a estátua de bandeirante Manuel Preto, que foi um bandeirante paulista, nascido na segunda metade do século XVI e falecido em São Paulo em 1630, conhecido por ter sido um dos maiores sertanistas e escravizadores de índios (diz que em seu sítio havia aproximadamente 999 índios). Ele foi o responsável por ter  penetrado no sertão do Rio Grande (rio Paraná), os do rio Paraguai e a sua província, chegando até o rio Uruguai, conquistando o território que hoje conhecemos como o Estado do Paraná.[carece de fontes?]
A estátua foi solicitada pelo então diretor da instituição, Taunay. Existem registros de uma carta de Taunay para Oscar Rodrigues Alves, Secretario do Interior (do Estado de São Paulo), datada de 1919, em que o diretor do Museu relata seus planos de completar a decoração interna do Museu. “Quanto a parte de escultura, verifico que, na escadaria há um lugar marcado para quatorze grandes estátuas, como, porém, ficaria excessivamente caro resolver ao mesmo tempo esta parte, deixo dela tratar atualmente, assim também como da pintura dos diferentes painéis que devem ser ornamentados e de que só na Sala de Honra existem quatro”
Logo depois ele teria trocado cartas com Basílio de Magalhães solicitando sugestões de personalidades para terem suas imagens no salão de honra e nas salas do Museu Paulista. Na ocasião ele teria citado Fernão Dias Paes Leme (lembrando a incorporação do território de Minas), Bartholomeu Bueno da Silva (Goiás), Paschoal Moreira Cabral (Mato Grosso), Antônio Raposo Tavares (expulsão dos jesuítas além Paraná e conquista do Paraná), Francisco de Brito Peixoto (Santa Catarina), Gaspar de Godoi Colaço (Rio Grande do Sul), porém, no final, os nomes de Fernão Dias, Raposo Tavares e Gaspar de Godói deram lugar a Manoel de Borba Gato (explorado no território de Minas Gerais), Francisco Dias Velho (Santa Catarina) e, claro, Manoel Preto. Importante salientar que, posteriormente, as estátuas de Fernão Dias e Raposo Tavares foram esculpidas em mármore de Carrara.
Sabendo ser melhor que esperasse as comemorações do centenário da independência para falar com políticos sobre seus planos, o historiador enviou um ano depois, em 6 de julho 1921, em nome do Diretor em Comissão do Museu – provavelmente o próprio Taunay - o projeto para o novo Secretário do Interior Dr. Alarico Silveira explicando os detalhes para a realização das obras e preços: “Uma estátua grande do D. Pedro I no centro da escadaria ... seis estatuas menores, decorativas de bandeirantes acompanhando a caixa da escadaria, oito vasos monumentais da escadaria, todas estas peças de bronze. Para as estátuas dos bandeirantes tenho propostas dos Snrs. Zani e Rollo que os fazem por noventa contos e do Snr. Henrique V. Emelen que os fazem por setenta e oito contos e apresentou uma maquete que se acha em poder de V. Ex. Para os vasos não tenho a proposta do Snr. Emelen que V. Ex. já conhece; executa os oito vasos monumentais por dez contos segundo o projeto que V. Ex. já conhece e aplaudiu.”
Em outubro do mesmo ano, o governo autorizou que houvesse o pagamento de vinte e oito contos de reis para a aquisição de duas estátuas decorativas da escadaria monumental desse Museu, de acordo com a proposta feita pelo próprio Henri Emelen. Já as obras foram entregues no final do mês de janeiro de 1922 pelo artista. Neste momento, Taunay explicou para Alarico Silveira “O pedido de quinze contos de reis por conta da verba ‘Comemoração do Centenário’ que a V. Ex. enderecei a 26 de janeiro corrente, destina-se a pagar as obras de escultura que nestes dias serão entregues pelo prof. Emelen e o prof. Zani.” Em razão do trabalho, Adrien recebeu elogios de pareceristas chamados por Taunay, Mario Whateley e Bruno Magro. [carece de fontes?]

## Carreira como pintor

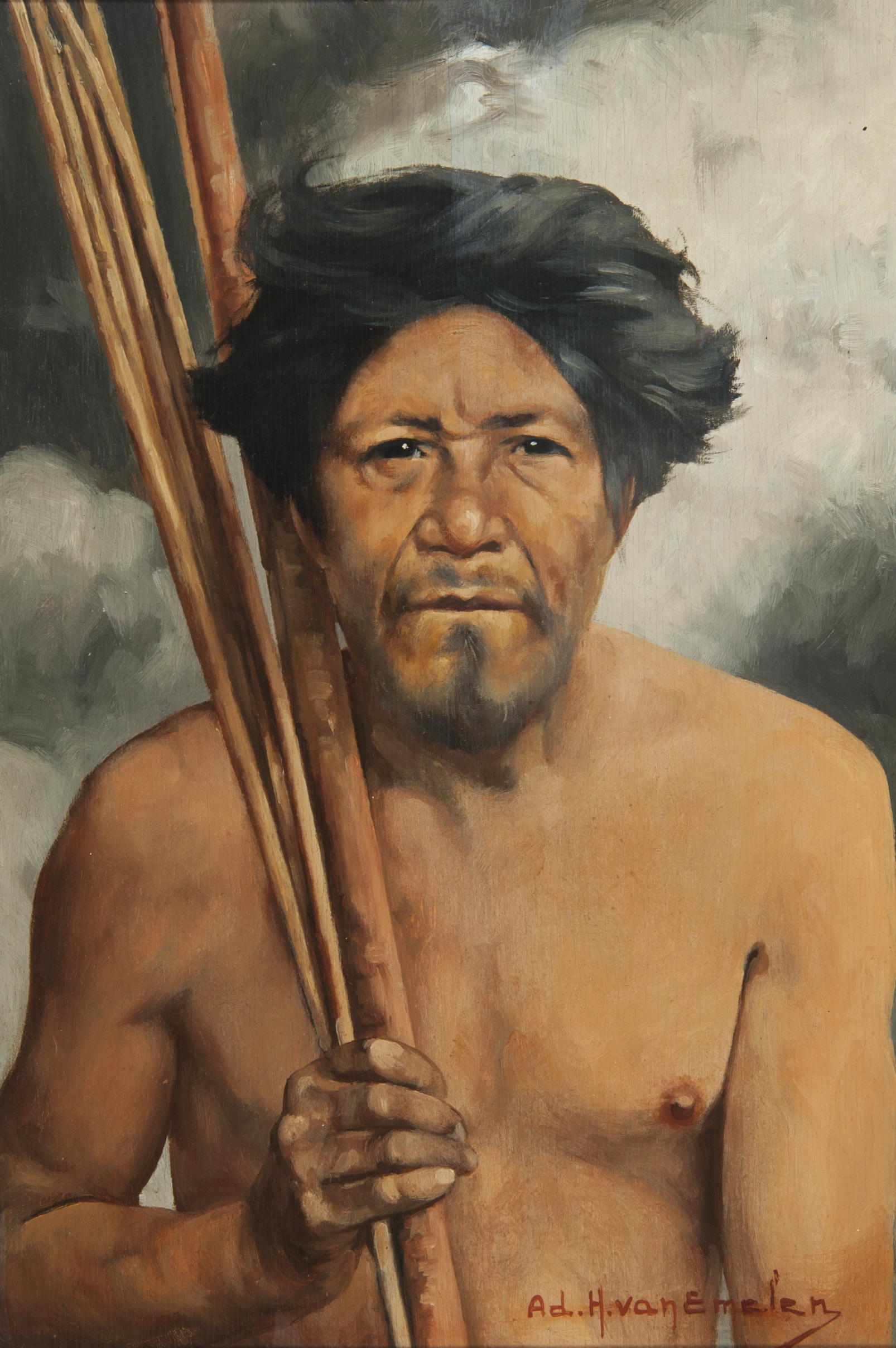
Índio com Arco e Flecha (Museu Paulista).

Van Emelen ficou conhecido não apenas pela sua contribuição na escultura, mas também por ser um grande pintor - seguindo os passos de seu mestre, Constantin Meunier, utilizando como principal técnica o óleo sob tela.  A sua obra neste sentido basicamente era feita sob encomenda ou continha figuras popularescas ou paisagens.
Por encomenda do próprio diretor do Museu Paulista, Affonso Taunay, o artista van Emelen pintou a “Cena Porto de Santos - Jantar do Porto de Santos”, “Tropeiros à Beira da Estrada”, “Rancho na Estrada de Sorocaba”, “Velhas arcadas da Faculdade de Direito da USP” , “Centenário de Porto Feliz” e “Caboclos do Sertão do Tietê” (1930). No próprio acervo do Museu Paulista encontram-se também três estudos de vasos e um “Detalhe da escadaria do Museu Paulista, com estudos de vasos” exibidos na exposição “Coleções em Diálogo: Museu Paulista e Pinacoteca de São Paulo”.
O Museu Afro Brasil, localizado no Parque do Ibirapuera, em São Paulo, expõe três obras feita com óleos sobre madeira e um óleo sobre metal da autoria do Adrien van Emelen.[carece de fontes?]
A Pinacoteca do Estado de São Paulo (Pina), também possui algumas obras realizadas por Adrien. No catálogo de 1954, na seção “Obras não expostas - pintura” aparecem quatro títulos: “Paisagem”, “Academia de Direito - S. Paulo”, “Cabeça de preto” e “Preta fumando”. Já o catálogo de 1960 contem as mesmas pinturas com indicação que a obra “Paisagem” foi cedida por empréstimo no Palácio do Governo. O livro “Pinacoteca do Estado: Catálogo Geral de Obras” só contem uma referencia ao H. Van Emelen com a pintura “Academia de Direito”.
Há também uma pintura óleo sobre tela de autoria do artista no Seminário de Pirapora do Bom Jesus, no interior de São Paulo, que representa Dom Alderico Albrechts e foi pintado em 1927. O Seminário foi fundado em 1897 pela belga Abadia de Averbode.
Existem também relatos de que muitos parentes do artista ficaram com suas obras, principalmente com suas obras. Não é incomum encontrar suas pinturas sendo leiloadas em sites online especializados no assunto.[carece de fontes?]